# Nécropole militaire allemande de Mongoutte
La nécropole militaire allemande de Mongoutte est un cimetière militaire de la Première Guerre mondiale, situé à Sainte-Marie-aux-Mines dans le département du Haut-Rhin, en Alsace.
Dans ce cimetière reposent les corps de 1 172 soldats allemands, dont 1 036 tombés dans la région lors du premier conflit mondial (dont 671 en tombes individuelles et 365 en fosses communes), et 136 morts pendant la Deuxième Guerre mondiale.

## Origine
Les combats de 1914 sont particulièrement meurtriers dans les Vosges, dont la ligne de crête forme alors la frontière franco-allemande. Le nombre des morts rend rapidement problématique l'inhumation des soldats tués dans les carrés militaires des cimetières civils, qui ne suffisent plus. À partir de 1916, les Allemands organisent alors un service des sépultures militaires, qui regroupe les tombes dans des secteurs peu exposés aux dégâts de l'artillerie adverse.
La plus grande de ces nécropoles, régionalement, est alors celle de Sainte-Marie-aux-Mines, implantée au lieu-dit Montgoutte. Elle se distingue par sa croix monumentale de 12 mètres de hauteur, faite pour impressionner le visiteur, et ses grilles solennelles en fer forgé.
Les soldats enterrés dans ce cimetière ont en majorité été tués lors de la contre-offensive allemande du 20 au 23 août 1914, après l'entrée des troupes françaises dans la vallée à la mi-août 1914, et dans des batailles défensives de 1915. Environ un tiers des tués ont été victimes des opérations menées entre 1915 et la fin de la guerre dans la guerre des tranchées. Après la guerre, les autorités militaires françaises ont agrandi le cimetière initial en y regroupant d'autres tombes de soldats tombés dans les environs, provenant de neuf communes voisines.
Ceux qui reposent à Mongoutte appartenaient à des régiments dont les garnisons d'origine se trouvaient en Bavière, en Hesse, en Thuringe, au Brandebourg et en Rhénanie.

## Entre-deux-guerres
Le Volksbund Deutsche Kriegsgräberfürsorge (Service d'Entretien des Sépultures Militaires allemandes) a réalisé les premiers travaux d'amélioration de l'état du cimetière sur la base d'un accord conclu avec les autorités militaires françaises en 1926. Les plantations comme le monument avaient alors un besoin urgent d'entretien voire de rénovation. Cependant, le problème du marquage permanent des tombes, dû au manque de devises étrangères et au déclenchement de la Seconde Guerre mondiale en 1939, n'est pas résolu.

## Seconde Guerre mondiale
L'armée allemande connaît des pertes durant l'hiver 1944/45 lors de la défense de la crête des Vosges et en particulier du col de Sainte-Marie contre les forces américaines. 136 sépultures de la Seconde Guerre mondiale s'ajoutent alors à celles de la Première Guerre mondiale.

## Curiosité
Au milieu du cimetière, dans une parcelle privée, se trouve la tombe du colonel Maurice Fitz James von Berwick, qui était membre de la "Garde Imperiale de Russie", décédé le 12 avril 1835 dans la résidence de son beau-père, M. de Roguier, conseiller à la cour royale de Nancy, sur la propriété duquel il est inhumé, et qui deviendra, en 1916, le cimetière militaire allemand de Mongoutte. 